# Bazylika św. Jakuba i św. Agnieszki w Nysie

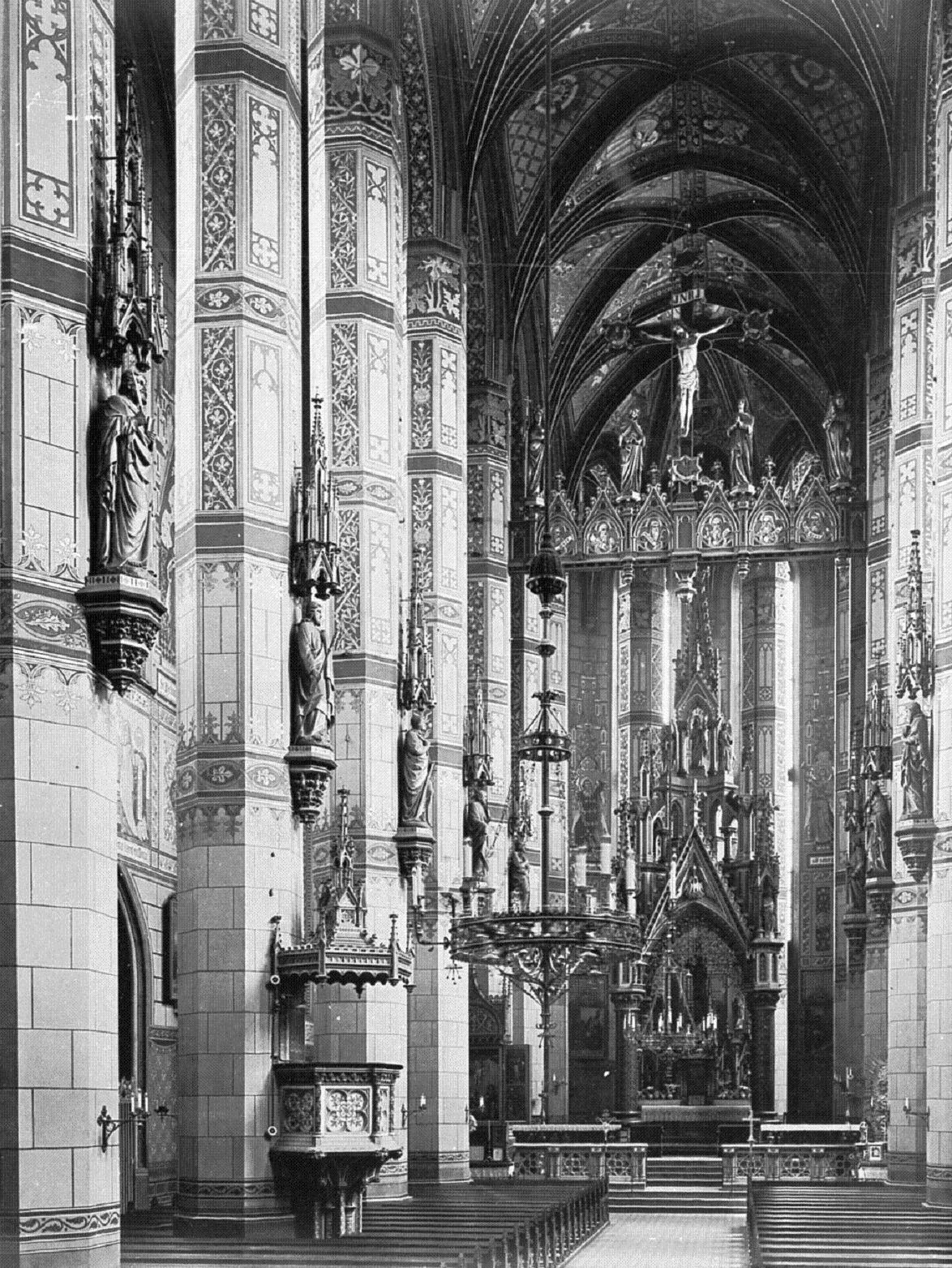
Wnętrze kościoła po modernizacji w stylu neogotyckim

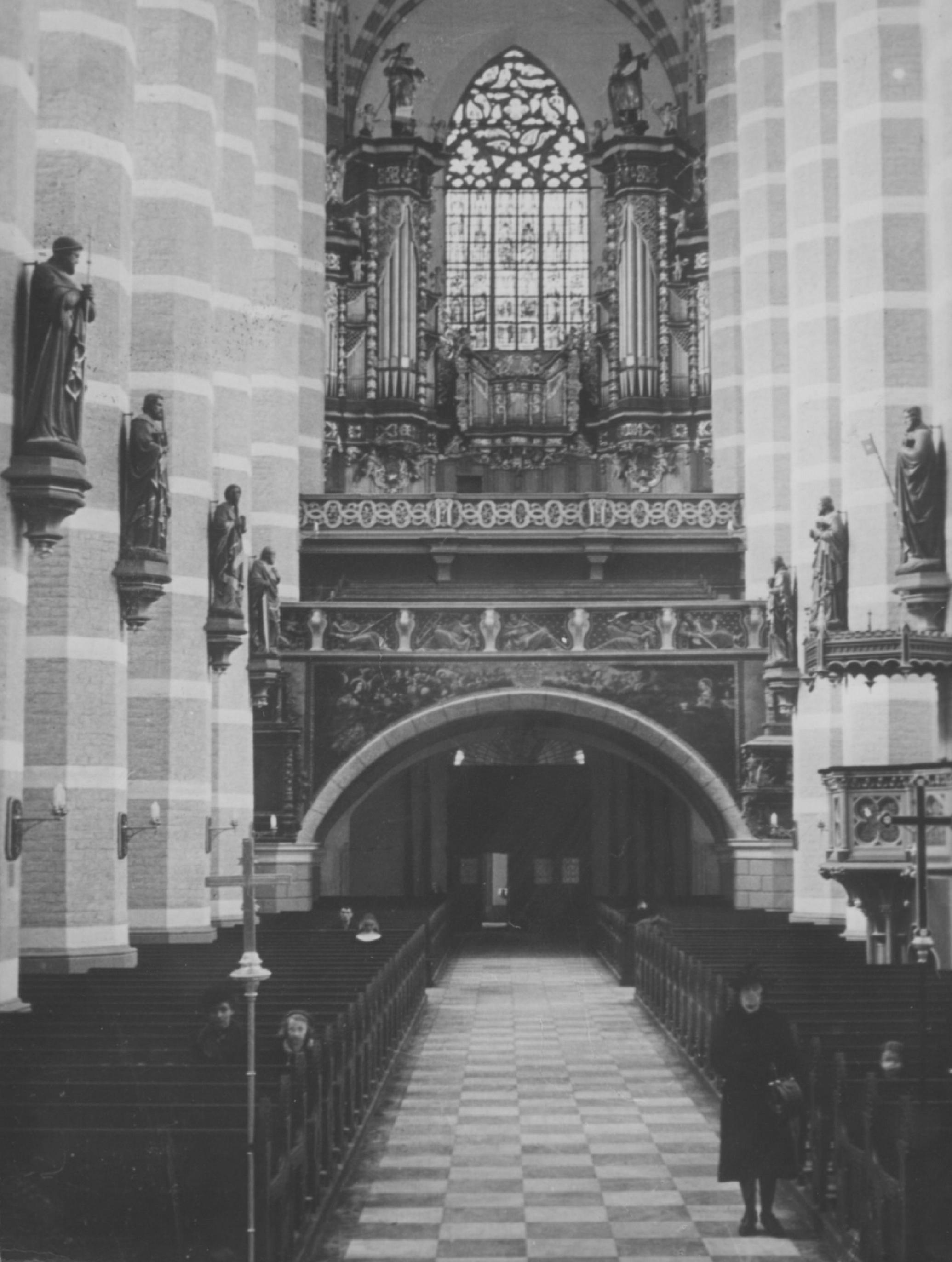
Regotyzacja wnętrza kościoła w latach trzydziestych XX wieku

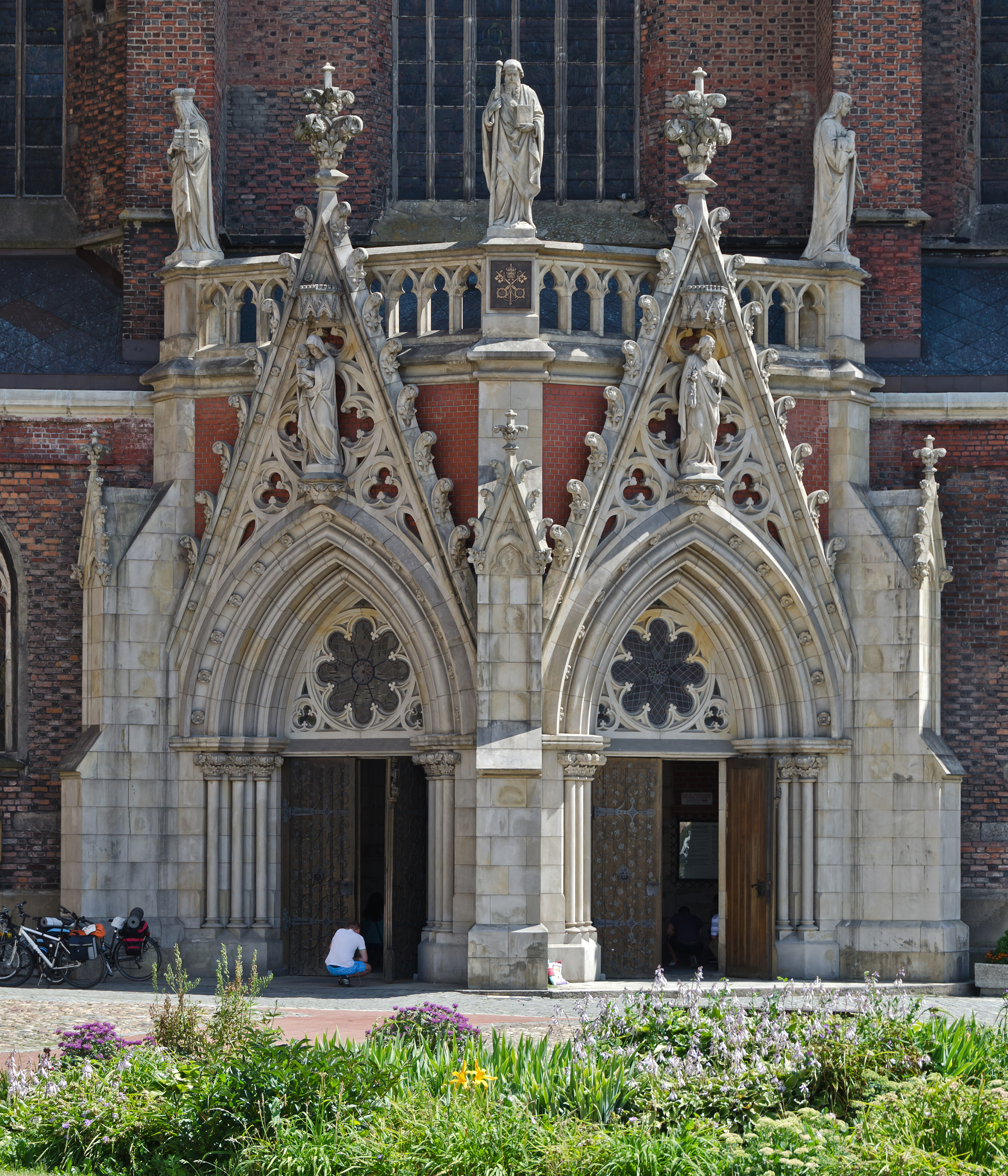
Główne wejście

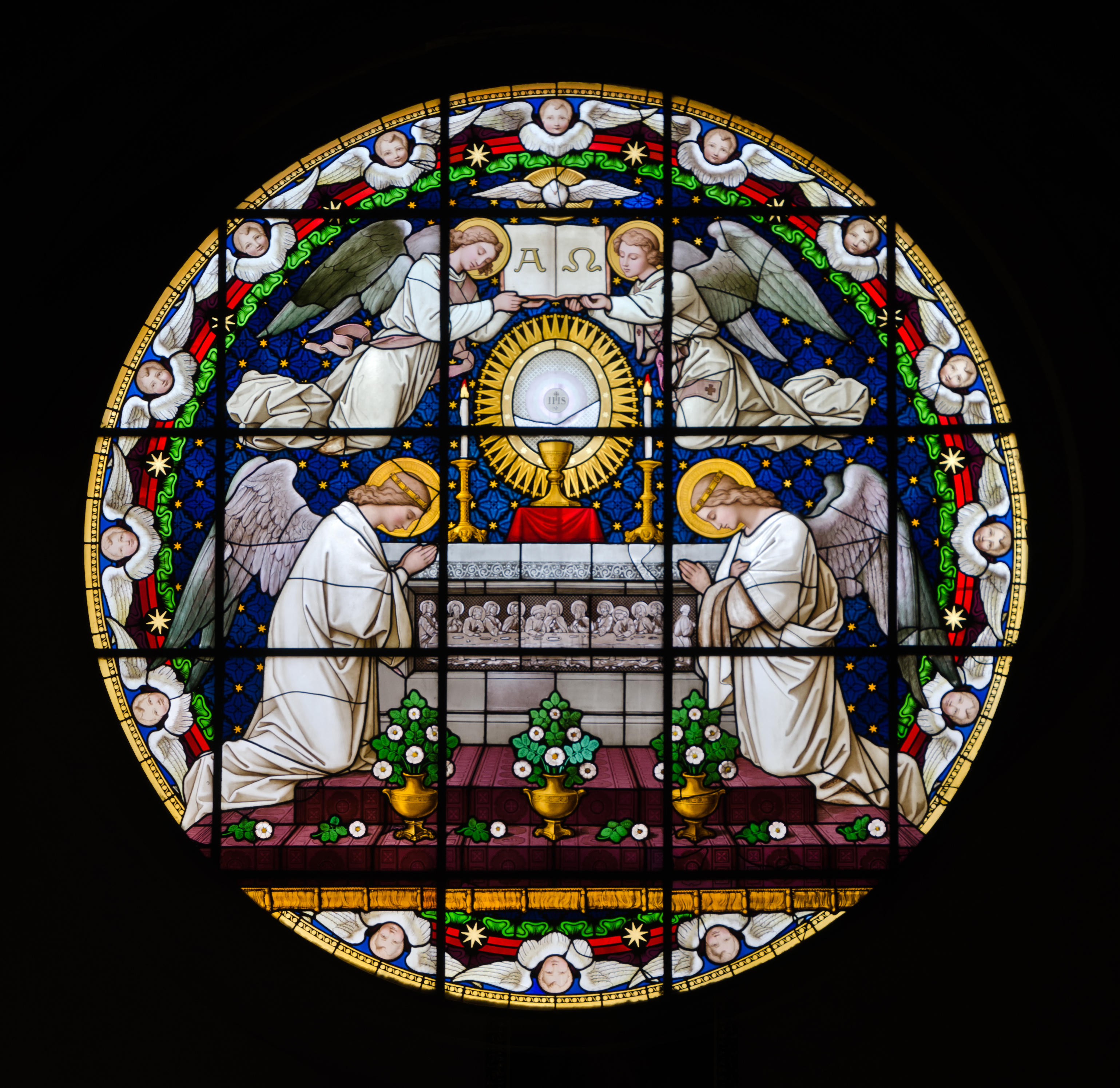
Jeden z nielicznych ocalałych witraży, pochodzący z przełomu XIX i XX wieku

Bazylika pw. św. Jakuba Apostoła i św. Agnieszki, Dziewicy i Męczennicy w Nysie – kościół dekanalny, bazylika, największy obiekt sakralny w mieście, cenny zabytek uznany za pomnik historii.
Z uwagi na wielkość bryły, uwarunkowania historyczne, oraz pochowanych we wnętrzu biskupów, przez mieszkańców nazywany jest katedrą.

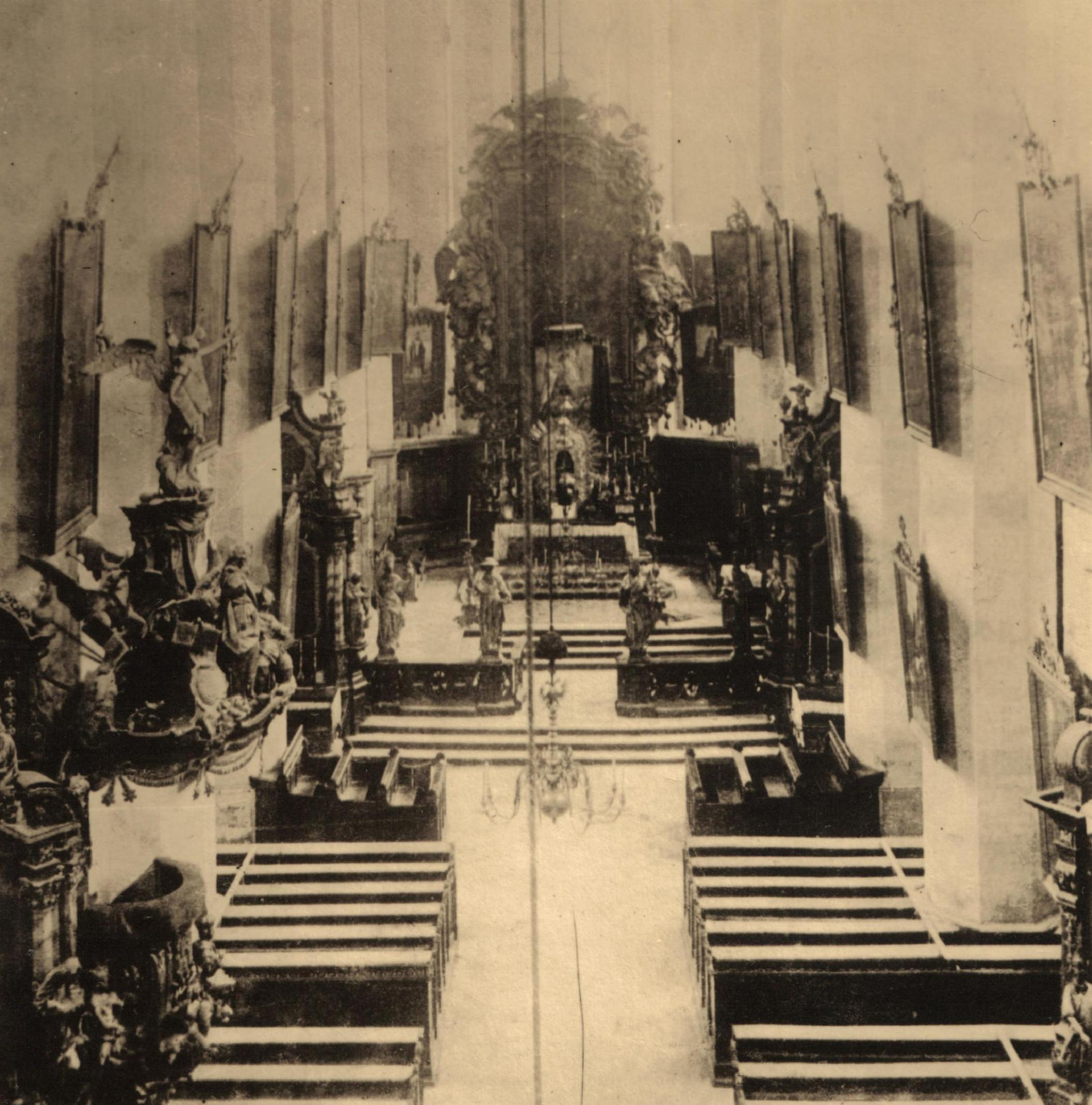
Najstarsze zachowane zdjęcie wnętrza kościoła pochodzące sprzed
roku 1889, przedstawiające barokowy wystrój świątyni

## Historia i legendy
Według legendy spisanej przez Mikołaja Titzmanna, proboszcza
parafii św. Jakuba z końca XVI wieku, tu, gdzie dziś stoi kościół, wcześniej znajdowało się miejsce kultu pogańskiego. Około roku 1000 pewien pobożny i bogaty mieszkaniec ówczesnej osady nyskiej Jakub wraz ze swą małżonką Agnieszką zbudowali tu średnich rozmiarów kościół drewniany. Później świątyni tej nadano wezwanie od patronów fundatorów. Zgodnie z innymi tradycyjnymi przekazami stała tu drewniana kaplica z drugiej połowy X wieku, zbudowana na miejscu zburzonej świątyni pogańskiej.
Faktem historycznym pozostaje natomiast to, że pierwszy murowany kościół w tym miejscu został ufundowany i konsekrowany przez
biskupa wrocławskiego Jarosława Piasta, który ukończył dzieło swego poprzednika Żyrosława II. W 1195 roku położono fundamenty, a trzy lata później budowla była już gotowa. Istnienie murowanego kościoła w tym miejscu świadczy o istnieniu sporej osady, gdyż obiekty takie wznoszono wtedy tylko w znaczniejszych miejscowościach, stanowiących większe skupiska ludzi niż zwykła wieś. Ta kamienna romańska świątynia miała służyć nowo utworzonej parafii, obejmującej obszar nazwany później Nowym Miastem (dzisiejsze Śródmieście). W sąsiedniej, starszej od Nysy osadzie, określanej następnie jako Stare Miasto (obecnie okolice ulic Słowackiego i Mariackiej), być może istniał już wówczas kościół św. Jana.
Kościół św. Jakuba i św. Agnieszki został zniszczony wiosną 1241 roku, podczas najazdu tatarskiego. W podziemiach dzisiejszej świątyni można oglądać odkryte po powodzi z 1938 roku pozostałości ław fundamentowych i filarów tej romańskiej budowli. Zajmowała ona około 1/3 powierzchni obecnego gmachu.
W 1249 roku, podczas walk między Bolesławem Rogatką
a Henrykiem III, miasto ponownie spłonęło. Po tym wydarzeniu, około połowy XIII wieku zrujnowany kościół został przebudowany i powstała druga romańska murowana świątynia. Przetrwała ona niemal 150 lat, mimo poważnych zniszczeń dokonanych w 1285 roku przez wojska Henryka IV Probusa.
Pod koniec XIV wieku świątynia była już w katastrofalnym stanie, groziła zawaleniem i jej wschodnia część została rozebrana.
Obecny kościół powstawał w dwóch etapach. Pierwszy przypada na okres przed 1392 rokiem i obejmuje budowę prezbiterium z ambitem z fundacji biskupa
Wacława Piasta. Zamiarem hierarchy było wzniesienie reprezentacyjnego kościoła dla księstwa nyskiego. Miałby on równocześnie pełnić funkcję świątyni pielgrzymkowej i być przeznaczony dla pątników podążających krzyżującymi się w Nysie głównymi polskimi szlakami pielgrzymimi – z Gniezna przez Bramę Morawską do Rzymu oraz z Krakowa na zachód Europy.
W ciągu kilku lat wzniesiono budynek sześcioprzęsłowy, lecz spłonął on w 1401 roku podczas pożaru, który opanował większość miasta. Odbudowano go prowizorycznie pięć lat później. Kościół wraz ze swoim wypalonym wnętrzem trwał do 1424 roku i stopniowo zmieniał się w całkowitą ruinę. Brak środków na odbudowę spowodowany został załamaniem gospodarki miasta, jakie nastąpiło w wyniku tragicznej epidemii z roku 1413.
W tej sytuacji biskup Wacław ogłosił siedmioletni odpust dla osób, które wspomogą materialnie odbudowę świątyni, a gdy to nie przyniosło spodziewanych efektów, w 1416 roku ustanowił specjalny podatek na ten cel. Mimo tych zabiegów nie zdołał jednak zebrać wystarczających funduszy.
Drugi etap budowy przypada na lata 1424-1430 i związany jest z planem wzniesienia reprezentacyjnego kościoła mieszczańskiego, jaki mieli rajcy nyscy. Zdecydowali się oni na finansowanie dalszej odbudowy i rozbudowy świątyni biskupiej. Do kierowania pracami Rada Miejska Nysy zaangażowała słynnego architekta
Piotra Frankensteina (Piotra z Ząbkowic). Korzystając częściowo z fundamentów dwu romańskich poprzedniczek oraz z istniejącej zrujnowanej budowli biskupa Wacława, rozpoczął on budowę obecnej, gotyckiej bazyliki na wzór
katedry gnieźnieńskiej. Wskazują na to prawie identyczne poziome przekroje świątyń w Nysie i w Gnieźnie.
W swoich dalszych, burzliwych dziejach kościół doświadczył licznych pożarów, zniszczeń i był poddawany wielokrotnej modernizacji, nie zawsze dla niego korzystnej. Jednak charakterystyczna sylwetka budowli pozostała niezmieniona do dziś.
Podczas kolejnego wielkiego pożaru Nysy 20 maja 1542 roku zniszczeniu uległo
sklepienie sieciowe nawy głównej – odbudowano je jako gwiaździsto-sieciowe. Przed 1551 rokiem wykonano nową więźbę dachową i jej pokrycie łupkowe, a w 1553 r. – drewnianą nadbudowę szczytu fasady. W latach pięćdziesiątych XVI wieku z fundacji biskupa Marcina Gerstmana przebudowano i wydłużono chór organowy, tworząc tzw. chór mieszczański.
Około 1619 roku prawo własności kościoła św. Jakuba stanęło pod znakiem zapytania z uwagi na roszczenia wysuwane przez protestantów, których liczba w tamtym okresie stała się niezwykle duża. W celu rozstrzygnięcia sporu zorganizowano
spis ludności parafii, który wykazał przewagę liczebną
katolików nad protestantami wynoszącą 3 osoby. Kościół pozostał więc świątynią katolicką.
Z kultem św. Jakuba związana jest legenda, odnosząca się do autentycznych wydarzeń z okresu wojny trzydziestoletniej, kiedy to wojska szwedzkie 6 czerwca 1642 roku zaatakowały Nysę i po trwającym dziesięć dni oblężeniu zdobyły i splądrowały miasto, nałożyły wysoką kontrybucję i wzięły jako jeńców wielu bogatych mieszczan w celu wymuszenia za nich uwolnienie wysokiego okupu. Opuszczając Nysę 17 lipca, protestanccy Szwedzi podłożyli ogień w kilku miejscach, chcąc spalić miasto, określane przez nich jako gniazdo papistów. Mieszczanie, nie widząc ratunku, zgromadzili się w kościele i żarliwymi modlitwami zaczęli błagać św. Jakuba o ratunek. Niespodziewanie z bezchmurnego nieba na miasto spadł ulewny deszcz, gasząc niszczycielski pożar. Wydarzenie to uznano za cud dokonany za przyczyną patrona. Od tej pory kult tego apostoła w Nysie stał się niezwykle silny. Mieszczanie uroczyście ślubowali, że na pamiątkę tego wydarzenia będą co roku organizować procesję (tradycja ta utrzymała się bardzo długo).
W XVII i XVIII wieku pod wpływem baroku całkowicie zmieniono wnętrze kościoła.
Najpierw w latach 1648–1650 dla upamiętnienia ofiar epidemii i wojny trzydziestoletniej zbudowano z prywatnej fundacji Anny Gritzner barokową kaplicę zmarłych (obecnie baptysterium). Następnie zredukowano liczbę ołtarzy z 43 do 23, zatynkowano malowidła i usunięto wiele starych gotyckich obrazów, rzeźb i witraży w celu zapewnienia architekturze kościoła regularności i porządku oraz dostosowania wnętrza do potrzeb kontrreformacji i wybujałej sztuki barokowej. W 1690 roku powstała tzw. mała zakrystia, a w latach 1677–1679 kardynał Friedrich von Hessen ufundował barokową kaplicę boczną oraz okazały ołtarz główny z wielkim obrazem, ukazującym cudowne ocalenie Nysy podczas wojny trzydziestoletniej.
W latach 1650–1810 kościół stał się reprezentacyjną świątynią biskupów wrocławskich, którzy rezydowali wówczas w Nysie jako w swej stałej siedzibie. Dostosowując kościół do pełnienia tej nowej funkcji ufundowano w nim tron biskupi. Przy bazylice działała także w tym samym okresie przeniesiona z Otmuchowa kapituła kolegiacka, instytucja kościelna o poważnym wówczas znaczeniu. Świadectwem tego są zachowane bogato zdobione stalle dla kanoników.
Poważnych zniszczeń doznał kościół w 1741 roku podczas wojen śląskich. Wkrótce jednak nastąpiła jego odnowa, a w 1752 roku dobudowane zostały dwie symetryczne kaplice –
Świętej Trójcy od północy i Najświętszego Sakramentu od południa.
Jeszcze większe zniszczenia świątyni dokonały się w roku 1807, podczas oblężenia i ciężkiego ostrzału artyleryjskiego miasta przez armię napoleońską. Z tego powodu przez niemal cały XIX wiek kościół znajdował się w stanie krytycznym, bardzo długo czekając na odbudowę.
Nastąpiła ona dopiero w latach 1889–1895 i połączona była z kolejną radykalną zmianą wystroju kościoła, tym razem w stylu neogotyckim. Nad nawą główną powstało nowe sklepienie krzyżowo-żebrowe (błędnie sądzono wówczas, że takie sklepienie posiadał kościół pierwotnie), które zastąpiło istniejące gwiaździsto-sieciowe. W ten sposób inicjator odbudowy Augustyn Pischel uzyskał wolne płaszczyzny do namalowania nowych fresków. Barokowe polichromie ukazujące ideę zbawienia człowieka zostały przy tym zniszczone.
Ponadto usunięto z prezbiterium nagrobek biskupa Jakuba von Salzy i umieszczono w jego miejscu neogotycki kamienny baldachim. Przywrócono zdjętą podczas barokizacji kościoła gotycką belkę tęczową w zwieńczeniu Wielkiego Ołtarza wraz z Grupą Ukrzyżowania, pochodzącą z lat 1400-1430. Dobudowano nową kruchtę zachodnią z dwoma ozdobnymi portalami (obecnie wejście główne). Pracami tymi kierował Joseph Ebers.
W latach trzydziestych XX wieku ponownie doszło do zmian w wyglądzie świątyni. Nastąpił częściowy i niekonsekwentny powrót do pierwotnego stylu gotyckiego, a z kolumn usunięto późniejszą warstwę tynku.
W 1938 roku, po wielkiej powodzi, która nawiedziła miasto, przeprowadzono kolejne prace renowacyjne, przede wszystkim wzmacnianie fundamentów poprzez wstrzykiwanie mieszanki betonowej. Odkryto wówczas w podziemiach fragmenty świątyni romańskiej.
Tuż przed wybuchem drugiej wojny światowej postanowiono dokonać całkowitego powrotu do pierwotnego, gotyckiego wyglądu wnętrza kościoła – zredukowano wiele elementów, usunięto kamienny baldachim oraz dziewiętnastowieczne polichromie, a ściany pomalowano na biało.
W wyniku działań wojennych 21 marca 1945 roku świątynia przeżyła największy w swej historii kataklizm. Spłonął dach, barokowy prospekt organowy, dwie boczne kaplice i grupa tęczowa (krucyfiks w zwieńczeniu Wielkiego Ołtarza), zawalił się szczyt zachodni, przestały istnieć witraże, poważnemu zniszczeniu uległy także pozostałe boczne kaplice i większość wyposażenia.
Ówczesny proboszcz, ksiądz Karl Wawra zdołał jeszcze przed nadejściem frontu uratować niektóre obiekty z wnętrza kościoła – ołtarze boczne wysłano do Javornika, a naczynia liturgiczne zamurowano pod głównym ołtarzem.
Odbudowa zaczęła się wkrótce po przejęciu tych terenów przez państwo polskie. Inicjatorem renowacji kościoła był ks. prałat Józef Kądziołka. Przebiegała ona jednak bardzo powoli, a na dodatek Nysa była wówczas zobowiązana do dostarczania dużych ilości cegły rozbiórkowej na odbudowę Warszawy. Prace na dobre ruszyły dopiero w roku 1957.
Odbudowa przeprowadzona została według projektu architekta Feliksa Kanclerza. Nową konstrukcję nośną dachu wykonano tym razem nie z drewna, lecz z elementów stalowych, aby zmniejszyć prawdopodobieństwo powstania w przyszłości katastrofalnego pożaru. Na kalenicy wybudowano ośmioboczną wieżyczkę na
sygnaturkę, a olbrzymi dach pokryto dachówkami ceramicznymi. Wzmocniono fundamenty i sklepienia oraz wmontowano trzy nowe witraże zaprojektowane przez prof. Adama Stalony-Dobrzańskiego. Przy okazji dokonano dalszej "regotyzacji"- z filarów skuto tynk, zdjęto z nich także wielkie figury apostołów oraz ambonę. Zdemontowano również zniszczony Wielki Ołtarz. Odsłonięcie surowej cegły było jednak sprzeczne z wymogami stylu gotyckiego. Odbudowa trwała do roku 1961, natomiast nieustanne prace konserwatorskie nigdy się nie skończyły. Ponownego poświęcenia kościoła dokonał kardynał Stefan Wyszyński 15 sierpnia 1959 roku.
25 lipca 2009 roku, w Uroczystość św. Jakuba Starszego Apostoła, w Watykanie został podpisany przez papieża Benedykta XVI dekret przygotowany przez Kongregację do spraw Kultu Bożego i Dyscypliny Sakramentów. Dokument nadawał kościołowi dekanalnemu w Nysie tytuł bazyliki papieskiej (łac. „Basilica minor” czyli bazylika mniejsza).
23 sierpnia 2009 roku decyzja ta została ogłoszona przez ordynariusza diecezji opolskiej arcybiskupa Alfonsa Nossola.
Tytuł ma znaczenie historyczne i honorowe. W województwie opolskim nadano go wcześniej również sanktuarium na Górze św. Anny. Znakiem nyskiej bazyliki jest umieszczony nad głównym wejściem, odlany z brązu herb papieski.
Rozporządzeniem Prezydenta RP z dnia 28 lutego 2011 bazylika została uznana za pomnik historii.

## Architektura
Kościół św. Jakuba, którego bryła architektoniczna góruje nad miastem, zajmuje wyjątkowe miejsce w zespole budowli zabytkowych Nysy. Posiada jeden z najbardziej spadzistych dachów w Europie o niebagatelnej powierzchni 4 tysięcy metrów kwadratowych oraz jeden z najniżej zawieszonych, ponad ośmiuset letni żyrandol. Jest to drugi pod względem kubatury, po gdańskiej bazylice mariackiej, zabytkowy kościół w Polsce. Wsparte na smukłych 27-metrowych filarach sklepienie, tworzy wyrafinowany efekt przestrzenny, nadając wnętrzu monumentalny wygląd.
W Nysie, od czasu jej lokacji w 1223 roku (a nawet wcześniej) rezydowali w swoim zamku biskupi wrocławscy. Przez 160 lat miasto to było ich stałą siedzibą. Nic więc dziwnego, że wspaniała, olbrzymia, reprezentacyjna świątynia tych hierarchów nieoficjalnie nazywana była (i jest nadal) przez mieszkańców Nysy katedrą, a od XVIII wieku często również bazyliką.
Kościół św. Jakuba i Agnieszki to obiekt halowy, dziewięcioprzęsłowy, o trzech nawach równej wysokości, orientowany, zbudowany z jasnoszarego
piaskowca i różowej cegły.
Na zewnątrz budynek świątyni opięty jest uskokowymi przyporami, między które wbudowane zostały w XV i XVI wieku niskie kaplice. Powyżej znajdują się duże okna ostrołukowe z maswerkami.
Szczyt zachodni (w górnej części zrekonstruowany w 1957 roku), podzielony jest dwoma przyporami i lizenami z ostrołukowymi blendami.
Kościół nakryty został dachem dwuspadowym z wieżyczką sygnaturkową na kalenicy.
Nawa główna, stara zakrystia, boczne kaplice i kruchty nakryte są sklepieniem krzyżowo-żebrowym, chór muzyczny – gwiaździsto-sieciowym, ambit – trójdzielno-przeskokowym, a baptysterium –
kopulastym z sześcioboczną latarnią. W sklepieniach naw bocznych widoczne są zworniki w kształcie ludzkich głów.
Nawa główna przechodzi w niewyodrębnione, zamknięte trójbocznie prezbiterium. Nawy boczne tworzą od wschodu sześcioboczne, zamknięte obejście. Od północy do prezbiterium przylega zamknięta trójbocznie stara zakrystia, a od północnego wschodu dobudowane jest ośmioboczne baptysterium.
Główny korpus budynku otoczony jest przez wieniec 16 gotyckich kaplic. Przy ósmym przęśle, od południa i północy, w miejscu dawnych wejść, urządzono dwie dodatkowe kaplice barokowe.
W kościele znajdują się 24 potężne filary (dwukrotność liczby 12). Każdy z nich jest podzielony przez 12 kamiennych opasek, pomiędzy którymi znajduje się po 12 warstw cegieł. Ta symbolika architektoniczna odnosi się m.in. do patrona – św. Jakuba Starszego, jednego z dwunastu apostołów.
Do korpusu od zachodu dostawiona jest zamknięta dwubocznie, neogotycka kruchta o szerokości nawy głównej, wykonana z wapienia francuskiego i jasnego piaskowca. Na osi trzeciego przęsła korpusu dobudowano dwie symetryczne kruchty od południa i północy.
Na zewnątrz kościoła, w jego południowo-zachodnim narożniku zachowała się grupa Ukrzyżowania z 1729 roku.
Z powodu licznych modernizacji kościół wydaje się być obecnie budowlą jednolitą, jednak część zachodnia różni się od wschodniej kształtem obramowań okien oraz inną budową wsporników sklepień. Kaplice boczne w części wschodniej zostały wstawione wtórnie między skarpy, natomiast w części zachodniej kaplice były wznoszone równolegle z murami kościoła.
Część zachodnią tradycyjnie uznawano za starszą, pochodzącą sprzed pożaru w 1401 roku.
Według nowszych analiz to jednak wschodnia część kościoła powstała wcześniej i to właśnie ona miała pierwotnie funkcjonować jako świątynia biskupia. Wskazywać na to mógłby brak w niej wieńca stopniowo dobudowywanych kaplic, charakterystycznego dla ówczesnych mieszczańskich kościołów oraz wielka zakrystia i znajdujący się nad nią, otwarty na nawę chór, gdzie biskup wysłuchiwał homilii. Natomiast od 1424 roku budowę finansowała rada miejska, chcąc zapewne uczynić kościół św. Jakuba bardziej kościołem miejskim, a nie tylko biskupim. Rozbudowano wtedy kościół, dodając część zachodnią, do której w ciągu około stu lat dobudowano kolejno wszystkie obecne boczne kaplice, ufundowane przez osoby prywatne i różne organizacje mieszczańskie (cechy, gildie itp.)

## Dzwonnica

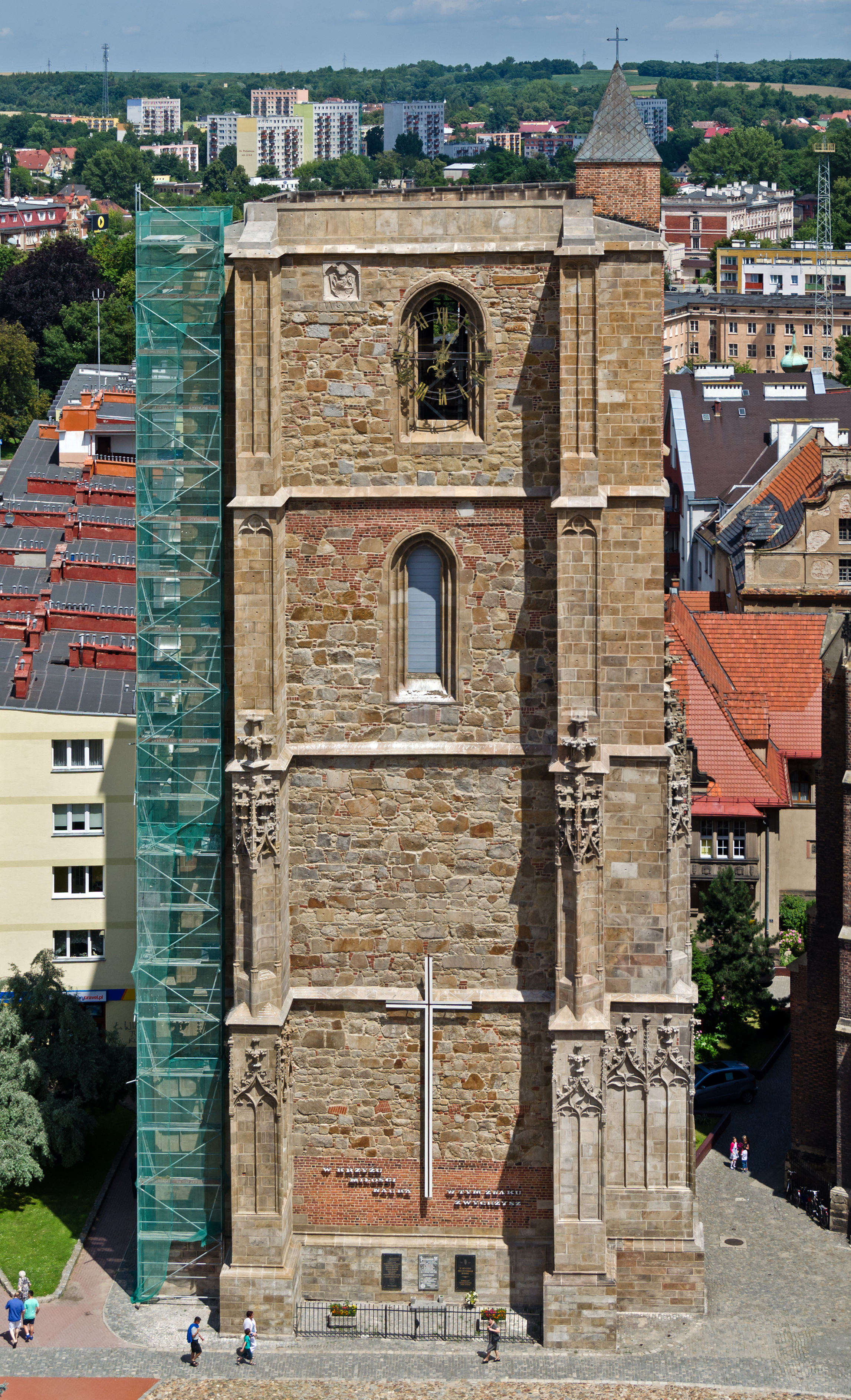
Dzwonnica kościoła

Obok świątyni wznosi się dzwonnica, której budowę rozpoczęto w 1474. Czwartą kondygnację ukończono w 1516 i przykryto dachem, choć początkowo planowano jeszcze wybudować wieżę, która mogła osiągnąć wysokość 100-120 metrów. Do 1945 w dzwonnicy znajdowała się drewniana konstrukcja nośna, utrzymująca dzwony. Do 1914 było ich osiem – największy "Święty Jakub" ważył 8,2 tony i pochodził z XV wieku. W 1945 stopił się podczas pożaru a z jego resztek odlano dwa nowe dzwony.
W pustym i wypalonym wnętrzu w 2005 otwarto Skarbiec św. Jakuba – wystawę cennych sprzętów liturgicznych i innych dzieł sztuki złotniczej, wykonanych w większości przez nyskich złotników.

## Kaplice boczne
Północna barokowa kaplica Trójcy Świętej z przełomu XVII i XVIII wieku, wykonana według projektu Krzysztofa Tauscha, przykryta jest kopułą ze sztukateriami i polichromiami Feliksa Antoniego Schefflera z 1753 roku. Z tego samego okresu pochodzi rokokowy ołtarz z marmuru przeworzeńskiego, wykonany przez rzeźbiarza Antoniego Joerga. Znajduje się tu także malowany witraż przedstawiający
Świętą Rodzinę.
Barokowa kaplica Najświętszego Sakramentu w południowej części kościoła powstała w 1679 roku. Zachował się w niej fragment fresku, prawdopodobnie autorstwa Antoniego Schefflera.
W kościele znajduje się ponadto szesnaście bocznych kaplic gotyckich. Są to:
- Kaplica Wniebowzięcia NPM z obrazem pochodzącym z dawnego barokowego ołtarza głównego. W prawym dolnym narożniku malowidła widoczna jest scena ukazująca pożar miasta, gaszony przez aniołów, oraz wizerunek św. Jakuba modlącego się do Trójcy Świętej za pośrednictwem Matki Bożej o ratunek dla Nysy.

- Kaplica św. Jakuba z ołtarzem neogotyckim i fragmentem witraża z XIX wieku.

- Kaplica Matki Boskiej Częstochowskiej z zachowanym sklepieniem sieciowym z około 1550 roku. Obraz Madonny Jasnogórskiej wykonany został z okazji Milenium chrztu Polski w 1966 roku.

- Kaplica Bracka z kamiennym, polichromowanym, manierystycznym ołtarzem z 1612 roku, w którego centralnej części, w mandorli umieszczona jest rzeźba Matki Boskiej z Dzieciątkiem, zaś w predelli przedstawione zostały sceny Zwiastowania i Pokłonu Pasterzy. Na uwagę zasługuje także renesansowe zwieńczenie kraty z 1609 roku.

- Kaplica Matki Boskiej Szkaplerznej z XVI wieku – dobrze zachowana, prawie niezniszczona przez pożar z 1945 roku, ze sklepieniem sieciowym oraz witrażem z XIX wieku.

- Kaplica Matki Boskiej Różańcowej z manierystycznym ołtarzem.

- Kaplica św. Jana Chrzciciela z renesansowym zwieńczeniem kraty z 1585 roku.

- Kaplica św. Krzyża.

- Kaplica Ogrójcowa.

- Kaplica świętych Apostołów Piotra i Pawła.

- Pięć kaplic pełniących funkcję mauzoleów biskupów – Kaspra z Łagowa, Jakuba Salzy, Marcina Gertsmanna, Jana Sicza i Baltazara z Promnicy.
- Kaplica-mauzoleum prepozyta katedry wrocławskiej Wincentego Hortensiusa.

Zachowały się także gotyckie portale z połowy XV wieku, z bogatą ornamentacją (głównie florystyczną) w Starej Zakrystii i w niektórych kaplicach.

## Ołtarz główny
Dawny neogotycki ołtarz główny (tzw. Ołtarz Wielki) został zniszczony w roku 1945. W prezbiterium w jego miejscu stanął drewniany gotycko-renesansowy tryptyk z początku XVI wieku, złożony z płaskorzeźbionego awersu z malowanymi rewersami skrzydeł, zwany Ołtarzem Pasyjnym. Został on zwrócony po wojnie Polsce przez władze czechosłowackie, potem był przechowywany m.in. w Pszczynie. Jest to jedyny ocalały z 43 ołtarzy kościoła św. Jakuba. W jego polu środkowym umieszczona została rzeźbiona grupa ukrzyżowania – Jezus wiszący na krzyżu, klęcząca u jego stóp
Maria Magdalena i stojący po bokach Matka Boża oraz
św. Jan Ewangelista. Na awersach skrzydeł przedstawiono cztery sceny pasyjne – Modlitwa w Ogrójcu, Biczowanie, Cierniem Ukoronowanie i
Ecce homo. Rewersy zawierają kolejne cztery przedstawienia męki Chrystusa – Pojmanie, Sąd Piłata, Niesienie Krzyża i Ukrzyżowanie.
W predelli ukazany jest upadek pod krzyżem, a półkoliste zwieńczenie części środkowej posiada bogatą dekorację roślinną. Dwukrotne powtórzenie motywu ukrzyżowania wskazuje na to, ze ołtarz mógł być złożony z dwóch oddzielnych dzieł.

## Rzeźby, obrazy, rzemiosło artystyczne, tablice pamiątkowe

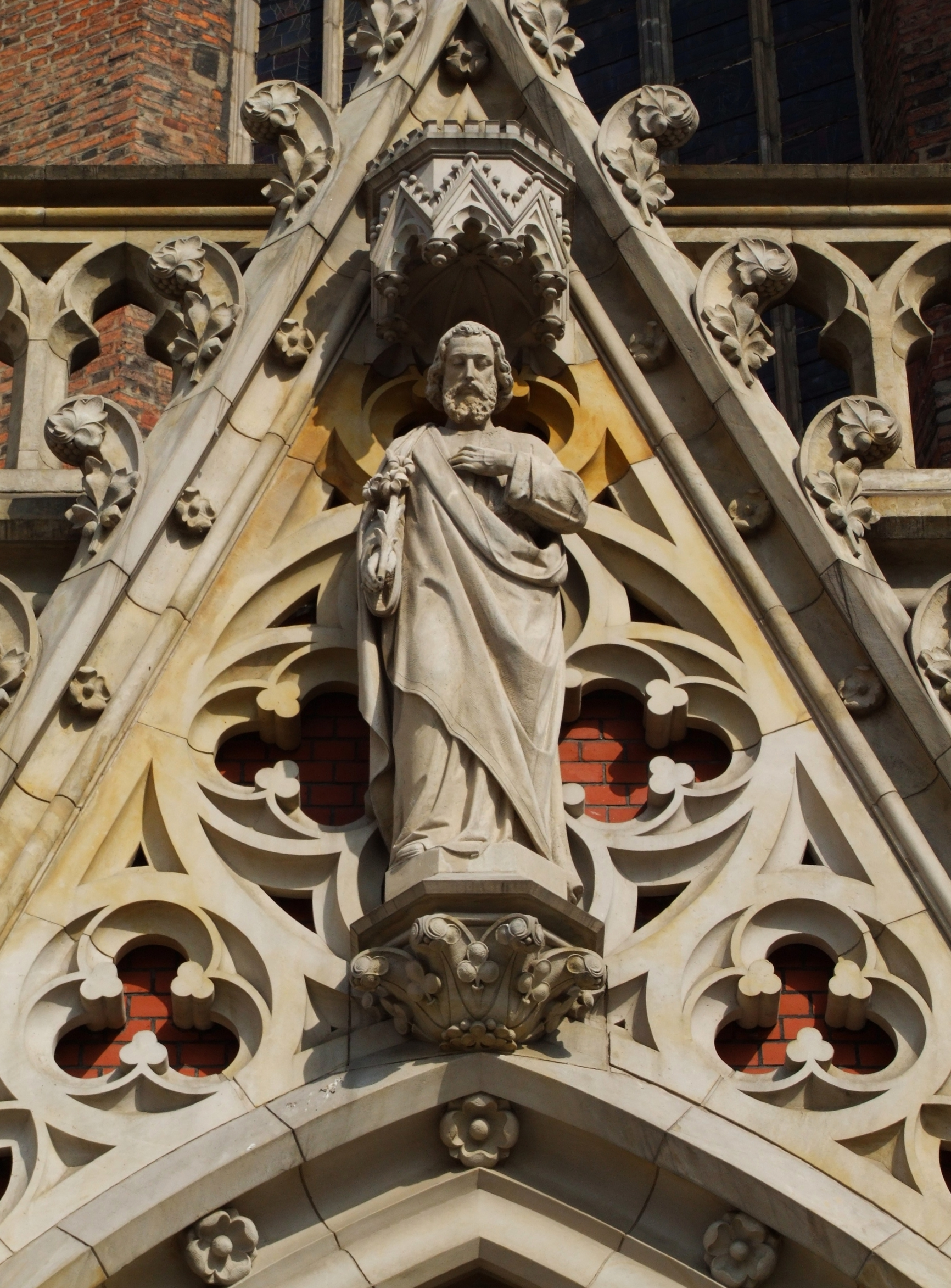
Figura św. Józefa w zwieńczeniu portalu południowego kruchty zachodniej

Wyposażenie wnętrza pochodzi z okresów gotyku, renesansu i baroku. Jest ono stosunkowo ubogie – podczas działań wojennych znaczna jego większość została zniszczona, większość rzeźb pochodzi z okresu najnowszej renowacji. Wciąż jednak w kościele znajduje się wiele wartych uwagi dzieł sztuki sakralnej.
Najstarsze z nich to pochodzący z nieistniejącego już nyskiego kościoła Maria in Rosis posąg tzw. pięknej Madonny z Dzieciątkiem z 1410 roku, zaliczany do najbardziej wartościowych śląskich rzeźb tego typu.
Późnogotycka figura św. Anny Samotrzeciej, pochodząca z około 1500 roku, przedstawia tę świętą, trzymającą na rękach Maryję i Jezusa. W pierwszej połowie XVIII wieku rzeźba otrzymała srebrną oprawę.
Obraz Maryja z Dzieciątkiem i Czternastu Świętych Wspomożycieli, pędzla
Hansa Dürera (1490-1538), namalowany został na desce w roku 1524, przypuszczalnie na zamówienie biskupa Jakuba Salzy. Przedstawia on objawienie maryjne w diecezji bamberskiej. Matka Boża została ukazana jako Królowa Nieba, w geście błogosławienia, z berłem w ręku, trzymająca Dzieciątko Jezus, na którego kolanach spoczywa jabłko – symbol strawy duchowej. Wokół unosi się obłok z tłumem małych aniołów. Poniżej, na tle realistycznego krajobrazu stoi czternastu świętych: Krzysztof, Katarzyna, Barbara, Jerzy, Błażej, Cyriak, Małgorzata, Dionizy, Wit, Idzi, Erazm, Pantaleon, Achacy i Eustachy. Widoczna tu jest charakterystyczna dla malarstwa renesansowego głęboka i rozległa perspektywa – sugestywne połączenie ziemi z niebem, sugerujące nieskończoność.
Obraz Męczeństwo św. Bartłomieja z początku XVII wieku, autorstwa Michała Leopolda Willmana, to dzieło wyróżniające się dramatem akcji i doskonałością formy. Brutalny, lecz niezwykle realistycznie przedstawiony temat inspirowany jest częściowo także mitologią grecką, nawiązując do historii Marsjasza. Stanowi on również dla malarza pretekst do studium anatomii ciała ludzkiego.
Późnogotycka chrzcielnica z końca XV wieku, ozdobiona została drewnianą boazerią z barokowymi malowidłami, przypisywanymi Karolowi Dankwartowi.
W obejściu prezbiterium zachowały się cztery barokowe konfesjonały.
Wyjątkowej wartości dziełami kowalstwa artystycznego są bogato dekorowane późnogotyckie, renesansowe, manierystyczne i barokowe, kute z żelaza kraty w bocznych kaplicach.
Pamiątkę po odwiedzeniu katedry przez Zygmunta III Wazę stanowi wbudowana we wnętrzu kościoła pamiątkowa tablica.

## Sarkofagi, mauzolea, epitafia i relikwiarze

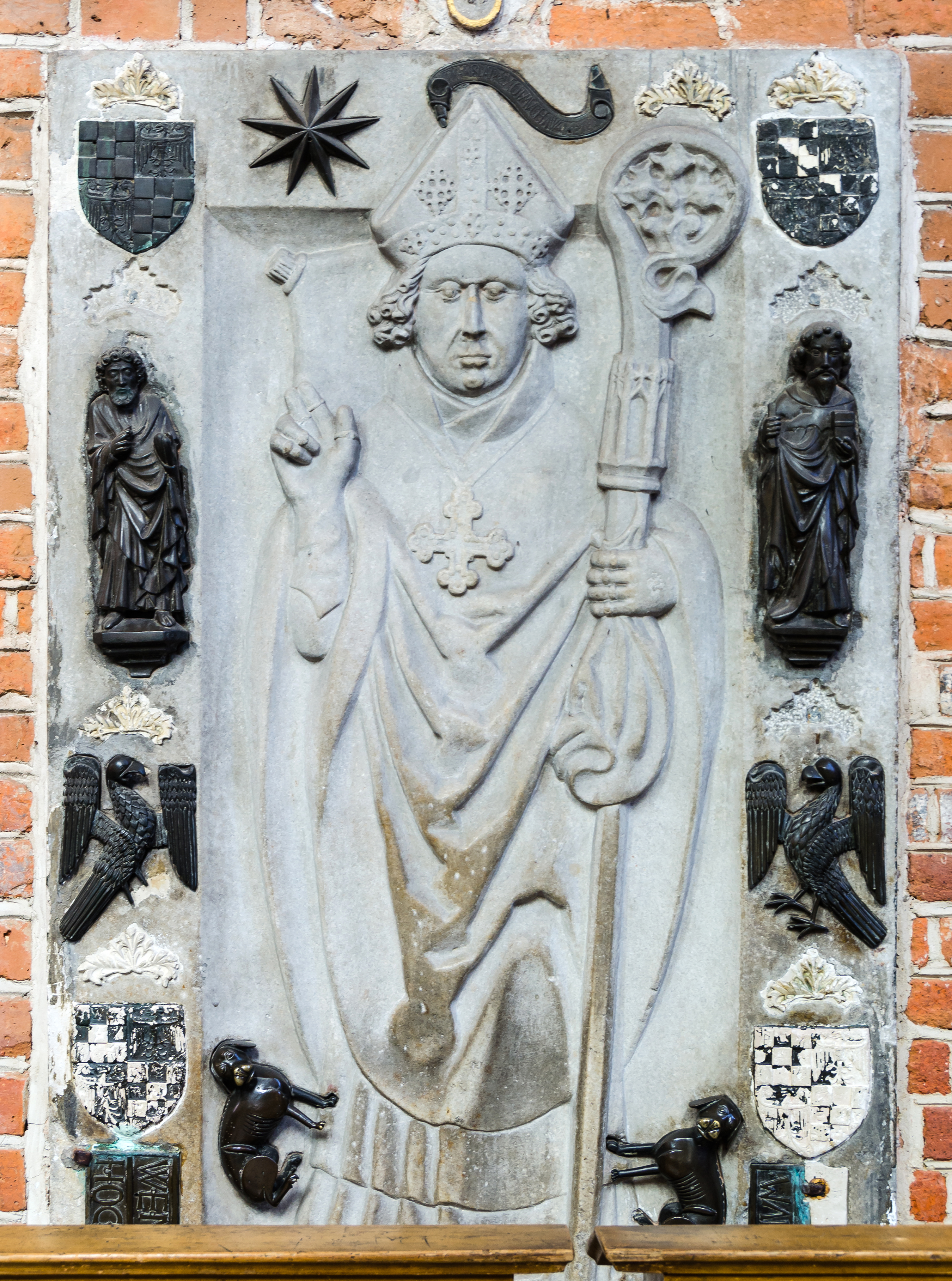
Nagrobek biskupa Wacława

W kościele pochowano ośmiu biskupów wrocławskich – Wacława Piasta,
Jana Sicza, Baltazara z Promnicy, Kaspra z Łagowa, Jakuba Salzę,
Sebastiana Rostocka,Martina Gertsmanna i Pawła Alberta. Ponadto jest tu jeszcze złożone serce biskupa Fryderyka von Hessen. W świątyni znajduje się w związku z tym szczególnie bogaty i o wyjątkowej wartości zespół rzeźby nagrobnej z XV–XVIII wieku, obejmujący sarkofagi i epitafia nie tylko biskupów, ale także licznych innych duchownych oraz wielu rycerzy i mieszczan.
Gotycka płyta nagrobna biskupa Wacława II legnickiego została przeniesiona w 1491 roku z Otmuchowa do nyskiego kościoła św. Jana Chrzciciela. W latach 1663–1682 znajdowała się w kościele św. Mikołaja, skąd dotarła do kościoła św. Jakuba. Podczas tych przeprowadzek pomnika, związanych ze zmianami siedziby kapituły kolegiackiej, dokonano w nim wielu zmian – obecnie epitafium ma formę marmurowej płyty i przedstawia biskupa w stroju pontyfikalnym, z pastorałem i mitrą, a także odlane z brązu figury świętych Piotra i Pawła, wizerunki
psów (symbol wierności), orłów (symbol cnót) oraz dziewięcioramienną gwiazdę. Te zachowane elementy sugerują, że pierwotne epitafium stanowiło unikat, będąc w całości odlane z brązu.
Renesansowy nagrobek biskupa Jakuba Salzy przedstawia na pokrywie tumby płaskorzeźbioną w czerwonym salzburskim marmurze postać zmarłego w pozycji leżącej, na katafalku, ubranego w szaty liturgiczne. Obok znajduje się portret Karola V, wizerunki trzech bliżej niezidentyfikowanych rycerzy oraz aniołów z kadzielnicą i kropidłem, co nawiązuje do typowych egzekwii. Ziemski wymiar życia biskupa podkreśla umieszczony na ścianie czołowej drugi jego portret w rokiecie – stroju noszonym wówczas przez biskupów – starostów Śląska.
Na nagrobku Baltazara z Promnicy znajduje się także leżąca figura zmarłego w szatach biskupich, pod baldachimem, jako osoba śpiąca – jest to pochodzący z Włoch typ
rzeźby sansowinowskiej. Ujawnia się tutaj jednak nowy sposób rozumienia śmierci jako snu, czyli oczekiwania na wzbudzenie do życia wiecznego. Baldachim symbolizuje niebo, zaś umieszczone obok przedstawienie lwa pożerającego kulę ziemską wprowadza eschatologiczny wątek ostatecznego zwycięstwa dobra nad złem.
Późnorenesansowe reliefowe epitafium Kaspra z Łagowa, zostało wykonane w piaskowcu, prawdopodobnie przez Michała Kramera. Leżącą postać biskupa w stroju pontyfikalnym otaczają figury dwóch świętych Janów – Chrzciciela i Ewangelisty, pomiędzy którymi stoi Chrystus Zmartwychwstały. W zwieńczeniu znajduje się herb biskupa z wizerunkiem Boga Ojca oraz alegorie Wiary i Sprawiedliwości.
Przyścienne epitafium Marcina Gertsmanna, opatrzone kolumienkami i zwieńczone gzymsem z figurami świętych Jana Chrzciciela i Jakuba Starszego, jest zapewne również autorstwa Michała Kramera. Realistyczne popiersie zmarłego biskupa wyrzeźbił jednak w czerwonym marmurze inny, nieznany artysta. W skład kaplicy-mauzoleum tego biskupa oprócz epitafium wchodzi także ołtarz, w kierunku którego zwrócone są oczy hierarchy na rzeźbie nagrobkowej. Ma to w sposób symboliczny przypominać o wieczystej adoracji, duchowej obecności zmarłego i zbawieniu. Sam zaś renesansowy ołtarz zawiera przedstawienia Ostatniej Wieczerzy, Ukrzyżowania, Zmartwychwstania, cztery sceny pasyjne (Modlitwa na Górze Oliwnej, Biczowanie, Ecce Homo i Chrystus niosący krzyż) oraz figury Apostołów Piotra, Pawła i Jana.
Manierystyczne epitafium biskupa Jana Sicza z popiersiem zmarłego wykonano w kamieniu i częściowo w stiuku. Wokół umieszczone są figury Jana Chrzciciela i Jana Ewangelisty, a powyżej – wizerunki świętych Wawrzyńca i Jadwigi, herb biskupi oraz trzy sceny biblijne, wyrażające wiarę w zmartwychwstanie i zbawienie – Przemienienie Pańskie,
Wizja Ezechiela i Jonasz z rybą. Znajdujący się w kaplicy ołtarz, konsekrowany w 1612 roku, ukazuje motywy adoracji oraz obcowania świętych i zawiera następujące przedstawienia: Zwiastowanie, Pokłon Pasterzy, Maryja z Dzieciątkiem na półksiężycu w towarzystwie św. Katarzyny i św. Jadwigi, figury świętych – Jana Chrzciciela, Jana Ewangelisty, Henryka i Wincentego, a w zwieńczeniu – rzeźbę pelikana karmiącego pisklęta (symbol ofiary Krwi Chrystusa). Tak silne wyeksponowanie potrydenckiej idei obcowania świętych nawiązuje do poglądów i działalności biskupa, który był zdecydowanym zwolennikiem kontrreformacji.
Epitafium biskupa Sebastiana Rostocka ufundował w 1674 roku proboszcz kościoła św. Jakuba prałat Jan Henryk Heymann. Składa się ono z oprawionego w medalion portretu zmarłego, przedstawienia insygniów pontyfikalnych hierarchy oraz putta trzymającego jego herb w otoczeniu rogów obfitości i tablicy z opisem zasług biskupa.
W prezbiterium znajduje się kamienna tablica, pod którą złożono serce biskupa Fryderyka von Hessen, fundatora Wielkiego Ołtarza.
Niezwykłym dziełem sztuki jest pomnik nagrobny
Wincentego Hortensiusa, prepozyta
katedry wrocławskiej, (zm. 1555). Przedstawia on młodego boga greckiego Chronosa jako dziecko z klepsydrą i czaszką, leżące w bramie zwieńczonej muszlą. Symbolika tego dzieła koncentruje się na motywach przemijania czasu i przejścia do innej rzeczywistości.
Inspirowane twórczością Corneliusa Florisa jest manierystyczne epitafium nyskiego lekarza Jakuba Schorensiusa, (zm. 1590), wykonane z alabastru i zawieszone na filarze chóru mieszczańskiego. Obok klęczących postaci zmarłego, jego żony Anny i dziecka przedstawia ono Drabinę Jakubową, wizerunek Boga Ojca, oraz scenę Zmartwychwstania Jezusa Chrystusa, z krzyżem, w otoczeniu aniołów trzymających chustę i kielich (alegoria Ofiary Krwi Zbawiciela).
Renesansowe nagrobki wykazują duże podobieństwo do wzorców
wawelskich.
W kościele znajduje się również relikwiarz z doczesnymi szczątkami błogosławionej
Marii Luizy Merkert.